# Willi Noack
Willi Noack (Lebensdaten unbekannt) war ein deutscher Fußballspieler.

## Karriere

### Vereine
Noack gehörte dem Berliner BC 03 als Stürmer an, für den er in der Saison 1912/13 und 1913/14 in den vom Verband Brandenburgischer Ballspielvereine organisierten Berliner Meisterschaften zum Einsatz kam. Schloss er mit seiner Mannschaft die Saison 1912/13 noch als Zweitplatzierter ab, so gewann er die Berliner Meisterschaft am Saisonende 1913/14. Mit diesem Erfolg war er mit seinem Verein auch in der Endrunde um die Deutsche Meisterschaft vertreten. Sein Debüt gab er am 3. Mai 1914 auf dem Sportplatz an der Kaiserstraße in Mariendorf bei Berlin, der Spielstätte des BFC Preussen, beim 4:0-Sieg über den FC Askania Forst im Viertelfinale. Vierzehn Tage später unterlag er mit seinem Verein dem späteren Deutschen Meister SpVgg Fürth auf seinem Sportplatz am Ronhofer Weg mit 3:4 n. V.

### Auswahlmannschaft
Als Spieler der Auswahlmannschaft des Verbandes Brandenburgischer Ballspielvereine nahm er an der fünften Auflage des Wettbewerbs um den Kronprinzenpokal teil. Nachdem seine Mannschaft das Viertel- und Halbfinale am 13. Oktober und 10. November 1912 mit 5:0 und 5:1 gegen die Auswahlmannschaften des Südostdeutschen Fußball-Verbandes und des Norddeutschen Fußball-Verbandes hat gewinnen können, zog sie ins Finale ein. Bei der 3:5-Niederlage gegen die Auswahlmannschaft des Westdeutschen Spiel-Verbandes kam er am 8. Juni 1913 vor 10.000 Zuschauern im Deutschen Stadion in Berlin zum Einsatz.

## Erfolge
- Berliner Meister 1914
- Finalist um den Kronprinzenpokal 1913
- Bester Deutscher Fußballspieler 1920